# Шахід Хакан Аббасі
Шахід Хакан Абассі (урду/пенджаб. شاہد خاقان عباسی; нар. 27 грудня 1958 р.) — політичний діяч Пакистану, прем'єр-міністр Пакистану 1 серпня 2017 — 31 травня 2018. Член Пакистанської Мусульманської Ліги (Наваз), Аббасі обіймав посаду міністра з питань нафти та природних ресурсів у третьому уряді Шарифу у період з 2013 по 2017 рр., і короткий час обіймав посаду міністра торгівлі в уряді Гіллані у 2008 році.
Аббасі народився в 1958 році у Карачі. Початкову освіту здобув у Lawrence College, Murree та здобув ступінь бакалавра у Каліфорнійському університеті, Лос-Анджелес, далі ступінь магістра в Університеті Джорджа Вашингтона. До початку політичної кар'єри він працював професійним інженером у різних проектах у Сполучених Штатах та на Близькому Сході.
Почав свою політичну кар'єру після смерті батька в 1988 році, і з тих пір він був обраний шість разів членом Національній асамблеї Пакистану. Він є власником Airblue, який він заснував у 2003 році; перед цим працював головою Міжнародних Авіаліній Пакистану з 1997 по 1999 роки під час другого уряду Наваза Шарифа. 1 серпня 2017 року Аббасі було обрано прем'єр-міністром Пакистану після відставки прем'єр-міністра Наваза Шарифа.